# (12743) 1992 PL2
(12743) 1992 PL2 là một tiểu hành tinh vành đai chính. Nó được phát hiện bởi Henry E. Holt ở Đài thiên văn Palomar ở Quận San Diego, California, ngày 2 tháng 8 năm 1992.